# Los Invasores del Sur (Avatar: La Leyenda de Aang)
Los Invasores del Sur (Avatar: La Leyenda de Aang) es el quincuagésimo sexto episodio de la serie Avatar, la leyenda de Aang, y el décimo sexto del Libro 3: Fuego. Katara decide enfrentar a el soldado de la nación del fuego responsable de la muerte de su madre.

## Sinopsis
El episodio comienza con todos durmiendo en el Templo del Aire del Oeste. Mientras Aang despierta, empezaron a caer bombas de la nación del fuego, y todos se despiertan. Una nave gigantesca comandada por Azula atacaba el Templo. En unos de los derrumbes, Katara está a punto de ser aplastada, pero es salvada por Zuko. Katara se enfada, y le pregunta que está haciendo, al mismo tiempo que se levanta y quita los brazos de Zuko de su cintura, Zuko dice un poco molesto tomaré eso como un gracias y se levantó al momento. Rápidamente, Toph crea una pared de tierra y abre un hueco en la pared para que todos escapen. Zuko les dice a todos que se quedará a enfrentar a su hermana. Entonces, el equipo Avatar y Suki, decide quedarse y los restantes se van por un túnel, a pesar de que Katara no estaba de acuerdo en volver a separase de su padre. Aang sale volando sobre Appa mientras Zuko se enfrenta a Azula, en una poderosa batalla. De repente Azula y Zuko reciben un ataque del otro y caen al vacío. Rápidamente, Katara, que volaba en Appa con el resto del grupo,  salva a Zuko. Entonces Zuko mira como Azula cae y se muestra preocupado por Azula. Entonces, ella crea una bola de fuego azul se da impulso con el fuego toma su corona la pone en su mano la corona la clava en la pared de piedra y se salva.
Los chicos encuentran un lugar para acampar y montan tiendas, entonces Aang dice: acampando como en los viejos tiempos, luego Zuko dice: si quieres recordar los viejos tiempos yo podría perseguirte y tratar de capturarte. Todos ríen excepto Katara. Luego todos agradecen a Zuko por haberlos salvado de Azula y brindan por el, menos Katara que se enoja y se va. Entonces Zuko se acerca y le pregunta que le sucede y ella le dice que todavía no lo puede perdonar por lo que paso en Ba Sing Se, ya que ella fue la primera en confiar en el, y él se unió a Azula.
Zuko se dirige a hablar con Sokka (fastidiando accidentalmente su cita con Suki) para preguntarle porque su hermana lo odiaba, y le pregunta por la muerte de la madre de ellos. Sokka dice que fueron atacados rápidamente y que el símbolo de la bandera era como un ave. Zuko deduce que son los invasores del sur. A la mañana siguiente, se ve a Zuko medio dormido esperando fuera de la tienda de Katara, al salir, habla con ella y le dice que sabe quienes fueron los que mataron a su madre y que la ayudará a encontrarlos.
Katara le dice a Aang que necesita a Appa para viajar con Zuko y vengar la muerte de su madre, a lo que Aang le responde que la venganza no es lo que necesita, sino perdonar, por muy difícil que le resulte hacerlo. Esa misma noche Katara y Zuko deciden llevarse a Appa cuando Aang y Sokka les encuentran, Katara le pide que no intente detenerlos, por lo que Aang le dice que no lo hará, que es algo que ella necesita hacer. Pero también le dice que cuando este allá, no escoja la venganza.
Luego Katara y Zuko aparecen volando en Appa cuando se dirigen a la torre de comunicaciones, una vez infiltrados logran identificar la posición del barco de “los invasores del sur” por lo que de nuevo se ve a Katara y Zuko dirigiéndose hacia el barco, Katara ataca el barco con agua control y neutraliza fácilmente a los guardias, luego interrogan al comandante de la tropa, Katara utilizando Sangre control logra dominarlo ante el asombro de Zuko, quien no sabía que los maestros agua tuvieran ese tipo de poder. Luego ella se da cuenta de que no es la persona que estaba buscando. Zuko le pregunta que a quien buscan y este le da el nombre del anterior capitán de la tropa, Yon Ra, el cual se había retirado hacia 4 años.
Luego se ve a Yon Ra trabajando en su pequeño huerto, el cual va al mercado a comprar alimentos para su madre, Katara y Zuko lo siguen. Yon Ra sabía que lo estaban siguiendo y después de que este hiciera un ataque de fuego contra un árbol, quizá pensando que estaban subidos a él, Zuko lo ataca e inmoviliza (en realidad estaban tras los arbustos), en ese momento Katara le pregunta si sabe quien es ella.
Cuando Yon Ra la reconoce le relata porque mató a la madre de Katara, por lo que Katara le dice que su madre lo engaño y que estaba protegiendo al último maestro agua y le revela que ella era la maestro agua que buscaban. Seguido que hace un movimiento de Agua control y ataca a Yon Ra con muchas esquirlas, deteniéndose en el último momento. Este presuroso por salvar su vida evadiendo un segundo ataque, le ofrece a Katara la vida de su madre, a lo que esta lo sorprende diciéndole que es patético, vacío y que por más que lo odie no puede matarlo, Zuko lo mira un momento y se va. Yon Ra queda llorando en medio del camino.
Luego aparece Katara en un muelle y Appa volando trayendo al resto del grupo, a lo que Aang le dice que se siente orgulloso de que perdonara a Yon Ra, lo que Katara le dice que no lo ha perdonado, que no lo quiere perdonar, pero que esta lista para perdonar a Zuko, por lo que lo abraza y luego ella se marcha.
Zuko le dice a Aang que tenía razón sobre Katara y que la violencia no era lo que necesitaba, lo que Aang le responde, la violencia nunca es la solución, por lo que Zuko le pregunta: ‘‘¿Qué harás cuando te enfrentes a mi padre?, donde él no sabe contestar.

## Flashbacks
Este episodio tiene 3 flashbacks. 

### El Flashback de Sokka
Sokka y Katara se encuentran jugando en su pueblo cuando comienza a caer hollín que indican que la Nación del Fuego los ataca. Rápidamente, Katara va a buscar a su madre mientras Sokka se prepara para pelear pero apenas llega los asaltantes se van. Sokka al principio pensó que tuvieron suerte, pero luego se enteró que los barcos se fueron porque ya tenían lo que buscaban: Su madre

### El Flashback de Katara
Sokka y Katara se encuentran jugando en su pueblo cuando aparece hollín mezclado con nieve que indican que la Nación del Fuego los ataca. Rápidamente, Katara va a buscar a su madre. La encuentra en su casa siendo atacada por un asaltante. Rápidamente su madre le dice que se quede tranquila y que vaya a buscar a su padre. Entonces, Katara sale y cuando le dice a su padre lo que estaba sucediendo, se acercan a su casa pero ya era tarde. Se la habían llevado.

### El Flashback de Yon Ra
Katara va a buscar a su madre. La encuentra en su casa siendo atacada por un asaltante. Rápidamente su madre le dice que se quede tranquila y que vaya a buscar a su padre. El asaltante le dice que saben que queda un solo maestro agua en la tribu y le pregunta a ella quien es. Kya, le dice que es ella (para proteger a Katara) entonces Yon Ra se la lleva y la mata.
- Datos: Q5979835